# Marc Latamie
Marc Latamie, né à Fort-de-France (Martinique) en 1952 est un artiste français, plasticien contemporain (principalement sculpteur et installationniste[Quoi ?]).

## Biographie
En 1978, Marc Latamie est diplômé d’histoire de l’art et d’arts plastiques à l’Université Paris-VIII. Lauréat de la Villa Medicis Hors les Murs en 1986, l’artiste choisit alors la ville de New York pour réaliser sa résidence de création où il est depuis installé.
Le travail artistique de Marc Latamie fait en grande partie référence à l’Histoire, l’Histoire de l’art et également à la complexité de l’histoire de la nature humaine. Il lui arrive aussi parfois de questionner les conséquences de la globalisation ; comment, par exemple, la traite commerciale des êtres humains a affecté les populations mondiales.
En 2012, lors de son exposition monographique à la Americas Society à New York , l’artiste a présenté une reconstitution du monde au tournant du XIXe siècle sous l’angle de la consommation dévastatrice de l’absinthe par les artistes et les poètes juste avant la Première Guerre mondiale. Marc Latamie a grandi en Martinique où l’absinthe était considérée comme une boisson naturelle et où elle n’est jamais tombée sous le régime français de la prohibition.
Depuis son installation à New York en 1987, Marc Latamie choisit parcimonieusement ses participations à des expositions en musées et biennales d’art contemporain, dans le monde entier. Depuis la 23e Biennale de São Paulo, ou El centro de Arte Moderno de Las Palmas en 1994, jusqu’à l’exposition Tempo au MoMA-Queens en 2002, il a toujours refusé d’entrer dans le réseau commercial des expositions en galeries.
En mai 2014, il présente une toute récente installation au Pérez Art Museum Miami (PAMM) .
Durant ces dernières vingtaines d’années, on compte plusieurs publications à propos du travail de l’artiste, notamment dans Contemporary Art and Ideas in an Era of Globalisation, sous la direction éditoriale de Gilane Tawadros , ou dans l’ouvrage dirigé par  Gert Oostindie Facing Up to the Past: Perspectives on the Commemoration of Slavery from Africa, the Americas and Europe.
Lors de son séjour parisien, Marc Latamie a fait partie de la première équipe de conférenciers du Centre Pompidou. Il fut également conférencier, occasionnellement, pour l’École du Louvre à Paris. En 1998, Latamie fut professeur invité à la Cooper Union à New York, convié par Hans Haacke, et il fut inscrit comme chercheur visiteur à l'Université de New York entre 2000 et 2010. Il participe encore, en certaines occasions, à des conférences à la Columbia University, U-Mass Boston, ainsi que de nombreuses écoles d’art à travers l’Europe et les Caraïbes.

## Expositions (sélection)
- Caribbean: Crossroads of the World, Elvis Fuentes and Diana Nawi[10], Mane, Thecel, Phares II, Perez Art Museum Miami, Floride, avril 2014
- The Absinthe Flavor, For Rent, Americas Society, New York, 2012[11]
- Legacies: Contemporary Artists on Slavery, NY Historical Society, 2006[12]
- Island Tresholds, The Peabody Essex Museum, 2005 – Ajoupa et Casatlantic
- Busan Biennale, Corée du Sud, 2002 – The Communion – Cacao Project
- Espacio C, Camargo, Espagne, 2002 – Coffee Project
- Tempo, MoMA-Queens, 2002 – Casabagass, the Sugar Cane Juice Bar
- Spoleto-USA, Charleston, SC, 2002 – Débit de la Regie
- Natura, Utopia i Realidades, Osorio, Grandes Canaries, 2001
- Eventa, Uppsala, Suède, 2000 – Atlantic –Atlantic & a Monument for Descartes
- Biennale de Dakar, Sénégal, 2000 – Commerce and St Maurice in penitence.
- Diaspora, Oviedo, Espagne, 1999 –
- Caribe Insular, Casa de America, Madrid, Espagne, 1998
- Caribe Insular, Contemporary Art Museum de Badajoz, Espagne, 1998
- Islas, Centro de Arte Contemporaneo, Seville, Espagne, 1998
- Transatlantico, Centro de Arte Moderno, Las Palmas de Gran Canaria, 1998
- Islas, Centro de Arte Moderno de Las Palmas de Gran Canaria, 1997
- Biennale de Johannesbourg, Afrique du Sud, 1997 – The Office of the Cotton Merchant
- Biennale de La Havane, Cuba, 1997 – Poèmes Crystallin
- Biennale de São Paulo, Brésil, 1996 – Mane, Thecel, Phares : 2 Tons of raffined Sugar
- Kunsthalle Krems, Autriche, 1996 – Saint Mauricius, etc.
- Bonnington Gallery, Nottingham, Grande-Bretagne, 1996
- ICA Londres, Grande Bretagne, 1995– Mirage
- Palau de la Virreina, Barcelone, Espagne, 1995 – Otro Pais - Alize, Castor & Pollux
- Fundacion La Caixa, Palma de Mallorca, Otro Pais -1995 –
- Centro de arte Moderno de Las Palmas de Gran Canaria, Otro Pais - 1994
- Nexus Art Center, Atlanta, 1994
- Saline royale d'Arc-et-Senans, France, 1994

## Collections publiques
- Fonds régional d'art contemporain (FRAC), Paris (1978-1981)
- FRAC Champagne Ardenne
- FRAC Franche Comté
- Musée national d'art moderne (Centre Georges-Pompidou)
- FRAC Martinique
- Centro Atlantico de Arte Moderno (CAAM) Las Palmas de Gran Canaria
- EOLE ELOE, Monumental Sculpture in Las Palmas Botanical Garden